# Diocesi di Coma
La diocesi di Coma (in latino: Dioecesis Chomatitana) è una sede soppressa del patriarcato di Costantinopoli e una sede titolare della Chiesa cattolica.

## Storia
Coma, identificabile con Hacımusalar nel distretto di Elmalı in Turchia, è un'antica sede episcopale della provincia romana di Licia nella diocesi civile di Asia. Faceva parte del patriarcato di Costantinopoli ed era suffraganea dell'arcidiocesi di Mira.
La diocesi è documentata nelle Notitiae Episcopatuum del patriarcato di Costantinopoli fino al XII secolo.
Tre sono i vescovi noti di questa antica sede episcopale. Pionio prese parte al primo concilio di Costantinopoli nel 381. Eudossio prese parte al concilio di Efeso nel 431, durante il quale ebbe un ruolo di una certa importanza, quando fece parte di una delegazione inviata per ordinare a Giovanni di Antiochia di comparire davanti all'assemblea conciliare. Eudossio fu presente anche al concilio di Calcedonia del 451, dove sembra sia arrivato in ritardo, mancando il suo nome nella lista delle presenze delle due prime sessioni. Infine il nome di Eudossio figura tra le sottoscrizioni della lettera che i vescovi della Licia inviarono nel 458 all'imperatore Leone I dopo l'uccisione del patriarca alessandrino Proterio. L'ultimo vescovo noto è Nicola, che assistette al concilio di Costantinopoli dell'879-880 che riabilitò il patriarca Fozio.
Dal 1933 Coma è annoverata tra le sedi vescovili titolari della Chiesa cattolica; la sede è vacante dal 22 settembre 1978. Il suo ultimo titolare è stato Joseph Arthur Costello, vescovo ausiliare di Newark.

## Cronotassi

### Vescovi greci
- Pionio † (menzionato nel 381)
- Eudossio † (prima del 431 - dopo il 458)
- Nicola † (menzionato nell'879)

### Vescovi titolari
- Guizard † (menzionato nel 1318)
- Gerolamo † (? deceduto)
- Pietro Sanctus de Urbe, O.E.S.A. † (4 maggio 1403 - 30 luglio 1410 nominato vescovo di Scardona)[6]
- Lorenzo Bianchi, P.I.M.E. † (21 aprile 1949 - 3 settembre 1951 succeduto vescovo di Hong Kong)
- Luigi Carlo Borromeo † (4 novembre 1951 - 28 dicembre 1952 nominato vescovo di Pesaro)
- John Baptist Sye Bong-Kil † (3 luglio 1955 - 10 marzo 1962 nominato arcivescovo di Daegu)
- Joseph Arthur Costello † (17 novembre 1962 - 22 settembre 1978 deceduto)